# Haveli Lakha
Haveli Lakha (punjab,em urdu:  حویلی لكهّا‎) é uma cidade do Paquistão localizada na província de Punjab.